# Carcel (unidad)
El carcel es una antigua unidad francesa de luminosidad.

## Historia y desarrollo
Esta unidad fue definida en 1860 como la intensidad de una lámpara de Carcel con quemador y chimenea de dimensiones estándar, que ardía aceite de colza (obtenido de las semillas de Brassica campestris) a una tasa de 42 g de aceite de colza por hora con una llama de 40 mm de altura.
En terminología moderna, un carcel equivale aproximadamente a 9,74 candelas.